# Kupinovo (Czarnogóra)
Kupinovo (cyr. Купиново) – wieś w Czarnogórze, w gminie Danilovgrad. W 2011 roku liczyła 20 mieszkańców.